# Yvonne Zima
Yvonne Marie Zima (Phillipsburg, 16 januari 1989) is een Amerikaans actrice. Zij debuteerde in 1995 op het witte doek met een naamloos rolletje als ontvoerd meisje in de misdaadfilm Heat. Daarna speelde ze in verscheidene andere filmtitels. Zima gaf tevens gestalte aan wederkerende personages in televisieseries als ER en The Young and the Restless.
Zima is de jongere zus van actrices Madeline en Vanessa Zima.

## Filmografie
*Exclusief vijf televisiefilms
- The Monster Project (2017)
- The Nice Guys (2016)
- The Automatic Hate (2015)
- The Last Light (2014)
- Iron Man 3 (2013)
- Goy (2011)
- The Absent (2011)
- Meeting Spencer (2010)
- You, Only Better... (2010)
- Love Hurts (2009)
- Surrogate (2009)
- Love & Sex (2000)
- Storm Catcher (1999)
- The Rose Sisters (1998)
- 'Til There Was You (1997)
- The Long Kiss Goodnight (1996)
- Executive Decision (1996)
- Bed of Roses (1996)
- Heat (1995)

## Televisieseries
*Exclusief eenmalige gastrollen
- StartUp - Megan (2016, drie afleveringen)
- The Young and the Restless - Daisy (2009-2012, 137 afleveringen)
- ER - Rachel Greene (1994-2000, 22 afleveringen)

- Library of Congress Control Number: no2010025022
- Virtual International Authority File: 107425558
- WorldCat: E39PBJy8kXDtpp6fP3kjB6hmBP